# Глобальное гражданское движение
В большинстве дискуссий, глобальное гражданское движение является скорее определением общественно-политического процесса, нежели конкретной политической организации или партийной структуры. Этот термин часто употребляется как синоним антиглобалистского движения или движения за глобальную справедливость.
Термин «Глобальное гражданское движение» используется для обозначения ряда организованных и взаимосвязанных групп граждан, которые стремятся влиять на политику, рассчитывая на установление глобальной солидарности по ключевым вопросам. Их борьба одновременно направлена на целый комплекс задач, включающих экологическую безопасность, преодоление экономического неравенства, установление мира, ускорение научного прогресса и другие вопросы, решение которых не представляется возможным в рамках национальных государств.
В теоретических дискуссиях о социальных движениях, глобальное гражданское движение относится к сложным и небывалым ранее явлениям, которое стало возможно благодаря уникальным объективным и субъективным предпосылкам для планетарного этапа развития цивилизации. Этот термин используется, чтобы отличать скрытый потенциал для глубокого ценностного сдвига среди сознательных граждан от уже существующих транснациональных общественных движений, которые, как правило, сосредоточены на конкретных вопросах (например, антивоенное движение или движение трудящихся).

## Предыстория
Понятие глобального гражданства впервые появилась среди греческих киников в IV веке до н. э., которые ввели термин «космополит» — гражданин мира. Позже эта концепция была тщательно разработана стоиками. Современная концепция космополитизма, которая предполагает, что все люди принадлежат к единому нравственному сообществу, приобрела актуальность в связи с появлением новых исследований, изучающих этические требования к планетарной фазе цивилизации.
Идея о том, что сегодня скрытый потенциал нарождающейся глобальной идентичности возрос в силу объективных и субъективных условий, была высказана авторами итогового отчета Global Scenario Group «Великий переход: обещание и соблазн грядущих времен». Подобные аргументы в пользу существования латентной общности из десятков миллионов людей, готовых идентифицировать себя с новыми ценностям планетарного сознания, были выдвинуты в работах таких авторов, как Пол Раскин, Пол Рей и Дэвид Кортен.

## Цели
В последней главе своей книги «Красные небеса» Гус Спет описывает потенциал нового типа социальных движений, основанного на концепции «мы, люди, как граждане», проистекающей из принципов Хартии Земли. Такое движение должно стать во главе перемен в сознании и ценностях, необходимых для возникновения новой планетарной цивилизации.
Орион Кригман, автор книги «Рассвет космополитизма: Надежда на глобальное гражданское движение», заявляет: «Транснациональные корпорации, правительства и неправительственные организации (НПО) остаются мощными глобальными игроками, но они окажутся под глубоким влиянием слаженного, всемирного объединения миллионов людей, которые требуют установить приоритет на качестве жизни, человеческой солидарности и экологической безопасности».
Кригман обосабливает это «слаженное всемирное объединение миллионов» от существующих ныне фрагментированных социальных движений, действующих в рамках Всемирного социального форума. Эти движения стремятся быть проблемно-ориентированными — фокусироваться на вопросах труда, окружающей среды, прав человека, феминизма, борьбы коренных народов, бедности, СПИДа и на множестве других взаимосвязанных проблем, но при том их усилия остаются разрозненными. Слаженность этих движений потребует пересмотра их деятельности в ключе борьбы за социально справедливое и экологически устойчивое глобальное общество, а также
создания институциональной структуры для защиты прав человечества, будущих поколений и биофсеры.

## Критика
Главным основанием для критики понятия «глобального гражданского движения» являются сомнения в потенциале для возникновения солидарности на глобальном уровне. Национализм, расизм, господство Вестфальской системы государств считаются антитезами к принятию глобальной гражданской идентичности. Однако некоторые ученые отмечают, что возникновение национализма во времена противоборствующих городов-государств ощущалось столь же маловероятным и все же в ретроспективе это видится неизбежным.
Более радикальная критика проистекает из аргументов, выдвинутых Майклом Хардтом и Антонио Негри в их книге Множество, и закрепляет понятие Мишеля Фуко о «плюрализме сопротивления» как единственном законном пути вперед. Этот аргумент утверждает, что единое организованное движение вместо огромного множества таковых является и нежелательным, и невозможным. Вместо лидерства и организационных структур, Хардт и Негри возлагают надежды на появление спонтанной слаженности за счет роста самоорганизовющихся сетей между различными автономными движениями сопротивления. Они критикуют идею о возможности существования легитимных лидеров, демократически избранных через формальную сеть низовых структур, действующих от имени широкого плюралистического объединения граждан мира, чтобы напрямую противостоять укрепившейся власти транснациональных корпораций и правительств. Тем не менее, остается неясным, чем сеть автономных движений будет отличаться на практике от видения подлинного глобального гражданского движения.